# Helgonen i Pskovs synaxis
Helgonen i Pskovs synaxis (kyrkslaviska: Собо́ръ Пско́вскихъ свѧты́хъ; ryska: Собор Псковских святых; translitteration: Sobor Pskovskih svjatih) är en synaxis (helgdag) i den Rysk-ortodoxa kyrkan, som är tillägnad helgon som har anknytning till staden Pskov i västra Ryssland.

## Firande och historik
År 2025 ägde festdagen rum den 29 juni enligt den gregorianska kalendern (16 juni enligt den julianska), vilket blir på den tredje söndagen efter pingst. På samma dag firas även Helgonen i Novgorods synaxis och Helgonen i Vologdas synaxis.
Helgdagen instiftades den 10 april 1987.

## Exempel på helgon
Exempel på helgon som ingår i helgdagen är:
- Sankta Olga av Kiev
- Sankt Sudislav av Pskov
- Sankt Josef av Pskov
- Sankt Konstantin av Pskov
- Sankt Moses av Novgorod
- Sankt Sava Krypetskyj
- Sankt Korniliyj Krypetskyj
- Sankt Vasilij Rozanov
- Sankt Nikolaj Dvoritskij